# Johanna Natalie Wintsch

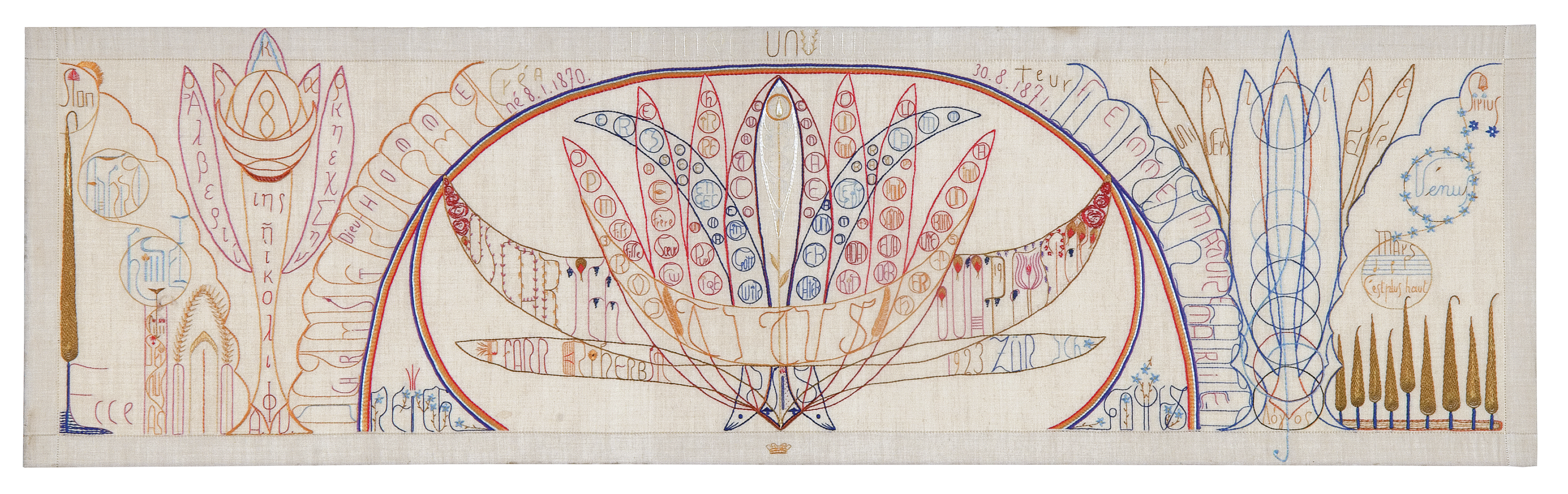
Stickerei L’ange unique, 38,7 × 134 cm (1923)

Johanna (Jeanne) Natalie Wintsch (* 30. August 1871 in Warschau; † 10. November 1944 in Prilly (Cery), Kanton Waadt) war eine Schweizer Textilkünstlerin, Klavierlehrerin, Stickerin und Künstlerin der Art Brut.

## Leben
Johanna Natalie Wintsch lebte mit ihrer aus Illnau stammenden Familie in Warschau und besuchte das Gymnasium. Als sie zehn Jahre alt war, erkrankte der Vater schwer; er wurde 1882 wegen Paralyse in die Zürcher Klinik Burghölzli eingeliefert, wo er 1885 starb. Auch seine zwei Söhne aus erster Ehe starben in diesem Jahr. Johanna Wintsch verbrachte die folgenden eineinhalb Jahre bei einem Onkel in Ungarn, in dessen Musikschule sie im Klavierspiel unterrichtet wurde. Dann zog die Mutter mit ihr und den zwei jüngeren Brüdern nach Lausanne. Auf einem geschenkten Pianino und mit kostenlosem Klavier-Unterricht erweiterte Johanna Wintsch ihr Können. Die Familie lebte in Armut, die Mutter sorgte als Weissnäherin für den Familienunterhalt, unterstützt von Johanna, die nicht nur ihre Brüder versorgte, sondern auch seit ihrem vierzehnten Lebensjahr mit Klavierstunden und französischem Hilfsunterricht in Knabenschulen Schule und Studium ihrer Brüder mitfinanzierte. Der jüngere wurde später Arzt. Ihr Bruder erinnerte sich an sie als «gute Schülerin», ein «arbeitsames bescheidenes Mädchen» und «sehr dienstfertig».
Johanna Wintsch blieb unverheiratet und sorgte später auch für die «altersterroristische» Mutter, von der sie dominiert wurde und die ihr eine Heirat mit einem Blinden verboten hatte. Sie selbst notierte, dass sich ab etwa dem Alter von dreissig Jahren ihre Interessen zu wandeln begannen, eine Heirat erschien ihr nicht mehr möglich oder erstrebenswert. Sie sei unzufrieden mit sich selbst, auch wenn sie sich ihren Mitmenschen überlegen fühle. In Folge wurde sie vom Bruder als «gehässig», «sittenstreng und bösartig» charakterisiert, intrigierte gegen seine Freundin und machte ihn für das Ausbleiben von Schülern verantwortlich. Ab 1916 konnte sie trotz der Einnahme von Chloralhydrat nicht schlafen und besuchte spiritistische Sitzungen. Im Juni 1917 begann sie, Stimmen zu hören und die Mutter als Teufel anzusehen, woraufhin sie von den Brüdern zunächst in einer von Jules Jacot-Guillarmod geleiteten Privatklinik in Vennes, in der sie ihre langjährige Sticktätigkeit begann, dann in der Lausanner Anstalt Cery (Asile psychiatrique de Cery) untergebracht wurde. Dort beschrieb sie ein Arzt 1917 als «exaltierte Schönheit mit mystisch satanischem Zug, der sie vor gar nicht langer Zeit auf den Scheiterhaufen gebracht hätte».
1922 konnte sie in die mütterliche Wohnung zurückkehren, fügte sich aber nur schwer ein und begehrte zornig gegen die Mutter und die Vormundschaft durch den Bruder auf. Noch im selben Jahr wurde sie, weil sie «gewalttätig» werden könne, mit «Verfolgungsideen» und «religiösem Wahn» in die Zürcher Anstalt Burghölzli eingewiesen. Sie fertigte dort etwa ein Dutzend leuchtend bunt bestickte Tücher. Auch dort begehrte sie auf, ergriff Partei für ihre Mitpatientinnen und beschwerte sich über deren, ihrer Einschätzung nach, grobe und abfällige Behandlung durch Ärzte. Sie beklagte, dass sie oder Mitpatientinnen oft durch die Verlegung auf eine andere Station getrennt würden, weil die Ärzte die Solidarität unter den Frauen nicht dulden würden. Der Klinikleiter der Anstalt Burghölzli, Eugen Bleuler, stand künstlerischen Arbeiten von Patienten kritisch gegenüber. Wintsch wurde seine vernichtende Diagnose mitgeteilt: «Incurable» (unheilbar), «vielleicht eine leichte Besserung möglich». Sie verfluchte ihn als kokainsüchtigen «Co–Kain», der selbst eingesperrt werden sollte.
Drei Monate später wurde sie am 18. Dezember 1922 auf Bleulers Anordnung in die Kantonale Pflegeanstalt Rheinau für «Unheilbare» überwiesen. In den drei Jahren ihres dortigen Aufenthalts schuf sie über zwanzig, teils grossformatige Stickereien. Sie wurde durch den von ihr als Sohn empfundenen jungen Assistenzarzt Oskar Edwin Pfister (1899–1990), Sohn des Psychoanalytikers und Pfarrers Oskar Pfister, betreut, dem sie vertraute. Er würdigte ihre ornamentalen, symbolisch aufgeladenen und höchst komplexen Stickereien, nahm sie ernst und protokollierte nach ihrem Diktat die Bedeutung der gestickten Zeichen. 1925 wurde Wintsch mit Pfisters Unterstützung, der ihre Entlassung befürwortete, als «sozial geheilt» aus der Pflegeanstalt Rheinau entlassen. Sie kehrte nach Lausanne zurück, wo sie bei ihrem Bruder lebte, und arbeitete als Klavier- und Sticklehrerin. Sie starb 1944, nach einem erneuten kurzen Aufenthalt, in der Anstalt Cery an Tuberkulose.

## Werk

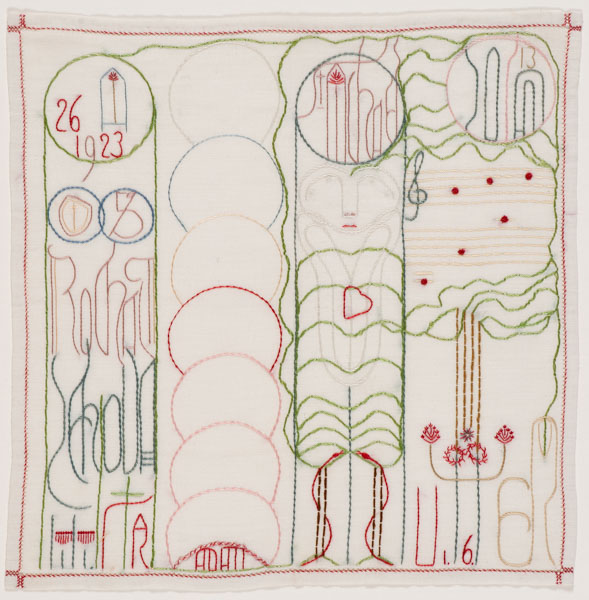
Stickerei Adam / Mutter, (1923)

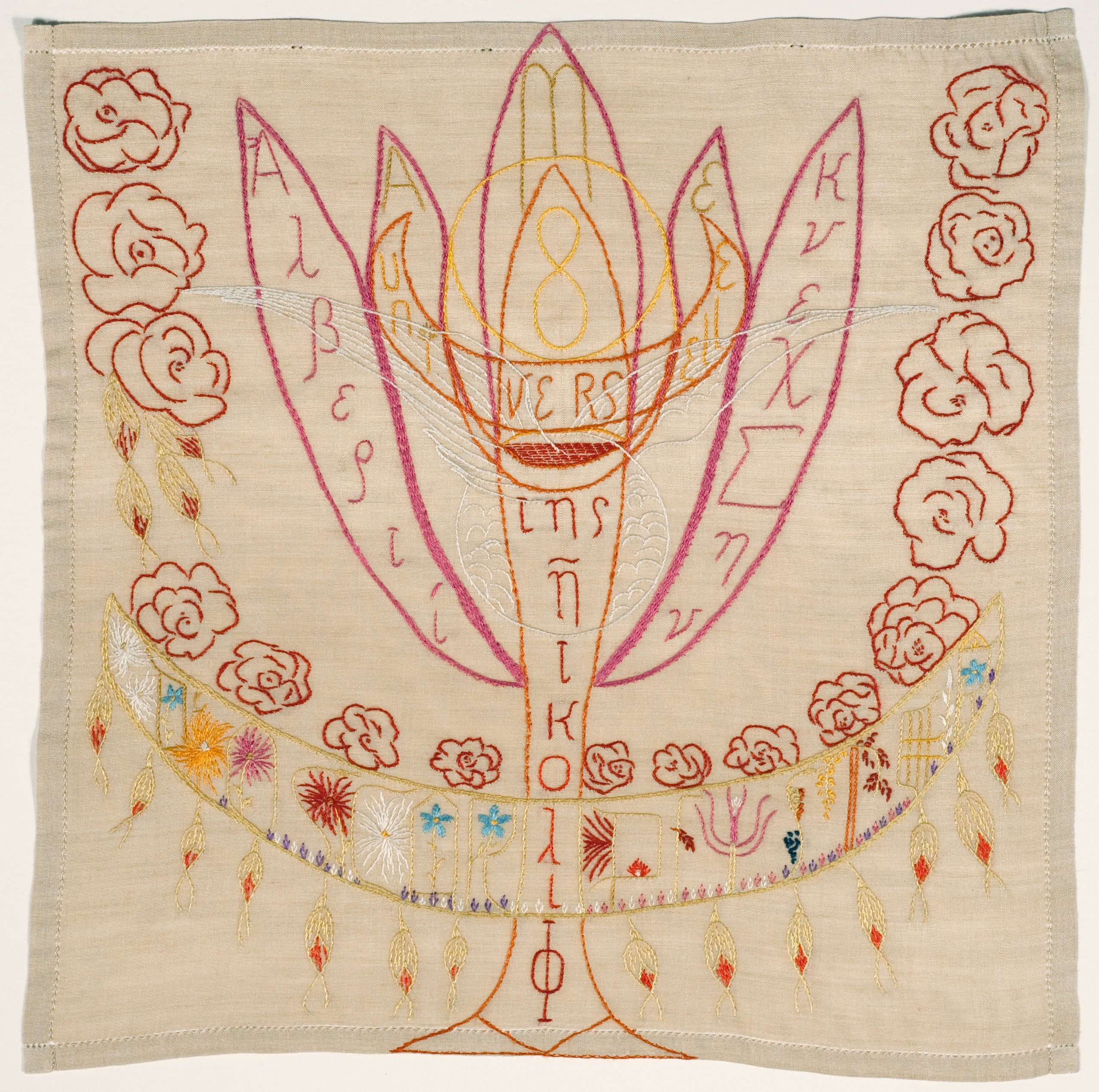
Stickerei Albertine Schenk (1924)

Johanna Wintsch schuf mit Wort- und Klangassoziationen symbolisch aufgeladene, kunstvoll verschlüsselte Stickbilder. Auf Vorzeichnungen hielt sie ihre Entwürfe fest und kommentierte die symbolische Bedeutung ihrer enigmatischen Kompositionen ausführlich. In ihren symbolistischen Stickereien ist Schrift massgeblich mit einbezogen. «Sie verformt Buchstaben in kaum lesbare, kryptische Zeichen, schreibt phonetisch oder in ‹verkehrter› Richtung oder legt ähnlich geformte Buchstaben ‹doppeldeutig› übereinander». Dabei zeugen ihre Arbeiten von Konzentration, Präzision und Sorgfalt. Sie sah sich als Künstlerin, dementsprechend datierte und signierte sie die Mehrzahl ihrer textilen Kunstwerke mit »J.N.«, »Lili« oder »Wintsch«.
Laut des Arztes Pfister war Wintsch der Überzeugung, «dass jeder Mensch eine unsterbliche Seele habe, welche in einer lebenden Person des anderen Geschlechts verkörpert sei. Ihre eigene Seele sah sie in der Person des ihr bekannten Ingenieurs Octave Rochat», dem sie einst flüchtig in der Schulküche begegnet war. Er wurde zur idealisierten Sehnsuchtsfigur in vielen ihrer Werke, den sie als Jehova, Gott-Vater, Jesus, Père oder Octave darstellte, der ihr als Schöpferin («J.N.»), Gott-Mutter, Maria, oder Mère zur Seite gestellt ist. Wintsch idealisierte in ihren Stickereien auch Ärzte als Götter und sich selbst als Gott-Mutter und Braut Gottes, ihr verhasste Klinikleiter verknüpfte sie mit möglichst negativen Assoziationen. In ihren Werken bezog sie sich immer wieder auf einzelne Ärzte. Von diesen waren in der Privatklinik in Vennes Jules Jacot-Guillarmod tätig, in der Anstalt Burghölzli Jakob Klaesi als 2. Oberarzt, Siegmund Frank (von Wintsch «Frank Widmund» genannt), Hans W. Maier, in der Anstalt Rheinau Eduard Meier, der Psychiater und Neurologe Jürg Zutt (1893–1980), Karl Gehry (Tuch entstand um 1923), Arthur Grossmann, Walter Moos und Wilhelm Mayer-Gross. Nicht bei allen ist klar, ob Wintsch sie tatsächlich kannte, Patientin bei ihnen war oder sich die Namen nur in ihren Stickereien zu eigen machte, wie bei Auguste Forel. Neben Stickereien, die sie Ärzten in den Anstalten widmete, fertigte sie auch Namens-Tücher für ihre Mitpatientinnen, die sie ihnen schenkte.
Dreissig Stickereien sind erhalten: Dreizehn Stickereien und vier Entwurfskartons gelangten wahrscheinlich als Schenkung des Assistenzarztes Oskar Edwin Pfister in die Sammlung Prinzhorn, drei Werke verblieben in der Anstalt Burghölzli (heute Psychiatrische Universitätsklinik Zürich), vierzehn schenkte Pfister zwischen 1968 und 1972 der Psychiatrischen Klinik Rheinau, wo sie prominent ausgestellt wurden.

## Ausstellungen
- 2019: Extraordinaire! Unbekannte Werke aus psychiatrischen Einrichtungen in der Schweiz um 1900. Wanderausstellung: Sammlung Prinzhorn Heidelberg 2018/2019, Kunstmuseum Thun 2019, Lentos Kunstmuseum Linz 2019.
- 2019: Flying High. Künstlerinnen der Art Brut. Bank Austria Kunstforum Wien.[8]
- 2012: Zwei Bilder L’ange unique (Stickerei auf Leinen, 38,7 × 134 cm, 1923)[9] und Je suis radio (1924) in der Ausstellung Ghosts in the Machine. New Museum of Contemporary Art, New York[10]
- 2011–2013: Rosenstrumpf und dornencknie: Werke aus der Psychiatrischen Pflegeanstalt Rheinau, 1867–1943. Medizinhistorisches Museum der Universität Zürich
- 2011: Sieben gestickte Bilder, darunter Je suis radio. 54. Biennale di Venezia – Internationaler Pavillon «ILLUMInations», Venedig[11][12]
- 2010: Rosenstrumpf und dornencknie: Werke aus der Psychiatrischen Pflegeanstalt Rheinau, 1867–1943. Museum im Lagerhaus, St. Gallen.
- 2010: Subversive Sorgfalt – Stickereien von Jeanne Natalie Wintsch. Museum im Lagerhaus, St. Gallen.[6]
- 2010: Vergissmeinnicht. Einblicke ins Anstaltsleben um 1900. Sammlung Prinzhorn, Heidelberg
- 2004–2006: Irre ist weiblich. Künstlerische Interventionen von Frauen in der Psychiatrie um 1900. Wanderausstellung: Sammlung Prinzhorn Heidelberg 2004, Altonaer Museum Hamburg 2005, Kunstmuseum des Kantons Thurgau in der Kartause Ittingen in Warth 2005,[13] Muzeum Sztuki w Łodzi (Kunstmuseum Lódz) 2005/2006.[14]
- 1990: Von einer Wellt zu’r Andern. Kunst von Außenseitern im Dialog. Köln.
- 1988: Pro mente sana. Seedamm Kulturzentrum (heute: Vögele Kultur Zentrum), Pfäffikon SZ.
- 1930: Kunst von Geisteskranken. Musée d’art et d’histoire, Genf.
- 1929: Kunst von Geisteskranken. Gewerbemuseum Basel.[4]